# حقیقت، خدا و زیبایی
حقیقت، خدا و زیبایی (به هندی: Satyam Shivam Sundaram) فیلمی محصول سال ۱۹۷۸ و به کارگردانی راج کاپور است. در این فیلم بازیگرانی همچون شاشی کاپور، زینت امان، پادمینی کولاپوری، ای. کی. هانگال، لیلا چیتنیس ایفای نقش کرده‌اند.